# Gheorghe Lambru
Gheorghe Lambru (n. 27 aprilie 1935, Teiș, județul Dâmbovița - d. 23 ianuarie 2002, București) a fost un lăutar și acordeonist virtuoz român. A fost unul dintre cei mai influenți interpreți de muzică lăutărească urbană ai Bucureștiului, fiind citat ca inspirație pe rând de către lăutari ca Romica Puceanu, Gabi Luncă sau Nicu Bela.

## Biografie
S-a născut la data de 27 aprilie 1935 în Teiș, județul Dâmbovița într-o familie de lăutari. A copilărit în București, în cartierul Herăstrău alături de alți mari lăutari precum: Victor Gore, Aurel Gore, Niculae Florian sau Nicu Pată. 
În 1958 este chemat să se alăture, ca acordeonist secund, tarafului lui Ion Nămol (vioară și voce), din care mai făceau parte: Florică Calu (vioară), Ilie Udilă (prim-acordeonist), Toni Iordache (țambal, la vârsta de 16 ani) și Titi Coadă (contrabas). 
În perioada 1958-1962 compune foarte multe cântece lăutărești devenite ulterior printre cele mai cunoscute piese ale repertoriului muzical lăutăresc urban (de mahala), printre care: „Bună seara, mamă dragă”, „Nici nu ninge, nici nu plouă”, „Uite mamă, cade-o stea”, „Tinerețe, tinerețe”, „Inima supărăcioasă” sau „Mori, murgule de necaz”. O mare parte din repertoriul său a fost preluat și înregistrat de mult mai cunoscutele interprete de muzică lăutărească, Romica Puceanu și Gabi Luncă. Rămâne relativ obscur, cu excepția faimei din comunitățile țigănești de la marginea Bucureștiului, pentru publicul larg până la sfârșitul anilor `80. 
În perioada 1992-1994 are numeroase apariții la televiziune alături de Ion Onoriu și Gabi Luncă, într-o formație ce îi avea ca membri pe George Udilă (clarinet), Leonard Iordache (țambal) sau Ghiță Coadă (contrabas), mulți dintre ei fiind copiii lăutarilor cu care Lambru cântase la sfârșitul anilor `50. Tot în această perioadă înregistrează o casetă la casa de discuri Electrecord, foarte apreciată de fanii genului.

## Decesul
Moare la data de 23 ianuarie 2002 la București.

## Discografie

### DiscuriElectrecord
| An   | Număr de catalog                                              | Format       | Piese | Acompaniament                        |
| ---- | ------------------------------------------------------------- | ------------ | --- | ------------------------------------ |
| 2008 | EDC 851 Bună seara, mamă dragă! Comori ale muzicii lăutărești | compact disc | 1. Bună seara, mamă dragă! 2. Iubește-ți, lele bărbatul 3. Deschide ușa, nevastă! 4. Pe drumul mănăstiresc 5. Na la neica, mere dulci 6. Curgeți lacrimi 7. Spune-mi, Ticuleană, spune! 8. Trei focuri arde pe lume 9. Lume, lume, ce-ai cu mine? 10. Teișorul mi-a-nflorit (Mițo dragă) 11. Pentru cine am muncit 12. De ești supărată 13. Uite mamă, cade-o stea 14. Mă uitai din deal pe luncă | Formația condusă de Leonard Iordache |